# Campeonato Equatoriano de Futebol de 2019 – Primeira Divisão
A Primeira Divisão do Campeonato Equatoriano de Futebol de 2019, também conhecida como Primera División, Serie A ou LigaPro (oficialmente como LigaPro Banco Pichincha por conta do patrocínio), é a 61.ª temporada da principal divisão do futebol equatoriano e a 1.ª como LigaPro. A liga que conta com a participação de 16 times é organizada pela Liga Profesional de Fútbol del Ecuador (LPFE, ou simplesmente, LigaPro), entidade esportiva independente formada por clubes profissionais e ligada à Federação Equatoriana de Futebol (FEF), órgão máximo do futebol no Equador. A temporada começou em 8 de fevereiro e terminará em 15 de dezembro de 2019. O certame é dividido em duas fases, uma classificatória de pontos corridos e por fim, uma no sistema de "mata-mata" com partidas eliminatórias.

## Regulamento

### Sistema de disputa
A Serie A (ou Primera A) de 2019 é disputada por dezesseis clubes e dividida em duas fases: uma classificatória e uma fase final. A primeira fase ocorre no sistema de pontos corridos com partidas de ida e volta, num total de 30 rodadas. Ao final da fase de pontos corridos, os oitos melhores avançam para a segunda fase do campeonato pelo título, enquanto que os dois piores pontuadores caem direto para a Segunda Divisão de 2020. Em caso de igualdade na pontuação, são critérios de desempate: 1) melhor saldo de gols, 2) mais gols pró, 3) mais gols pró como visitante, 4) confronto direto, 5) sorteio. A fase final (quartas de final, semifinal, final), também denominada play-offs, será disputada em jogos "mata-mata" de ida e volta até ser apurado o campeão equatoriano. Em caso de empate nos pontos e gols pró, paras as quartas de final e semifinal, são critérios de desempate: 1) melhor campanha na fase classificatória; e para as finais: 1) cobrança de pênaltis.
Quanto à classificação aos torneios continentais, ao final da temporada, campeão e vice-campeão entram na fase de grupos da Copa Libertadores de 2020, enquanto os dois primeiros times (com exceção do campeão e do vice) da fase classificatória disputam as fases prévias da Copa Libertadores, os três clubes subsequentes se classificam à Copa Sul-Americana de 2020. O campeão da Copa do Equador de 2019, competição organizada pela Federação Equatoriana de Futebol, ficará com a quarta e última vaga para a Copa Sul-Americana de 2020.

## Participantes

### Informações dos clubes
| Equipe                  | Cidade    | Província  | Estádio (mando)                            | Capacidade | Título (último)[carece de fontes?] |
| ----------------------- | --------- | ---------- | ------------------------------------------ | ---------- | ---------------------------------- |
| América                 | Quito     | Pichincha  | Olímpico Atahualpa                         | 38 258     | 0 (nenhum)                         |
| Aucas                   | Quito     | Pichincha  | Banco del Pacífico Gonzalo Pozo Ripalda    | 18 799     | 0 (nenhum)                         |
| Barcelona               | Guayaquil | Guayas     | Monumental Banco Pichincha                 | 57 267     | 15 (último em 2016)                |
| Delfín                  | Manta     | Manabí     | Jocay                                      | 18 125     | 0 (nenhum)                         |
| Deportivo Cuenca        | Cuenca    | Azuay      | Alejandro Serrano Aguilar Banco del Austro | 18 549     | 1 (em 2014)                        |
| El Nacional             | Quito     | Pichincha  | Olímpico Atahualpa                         | 38 258     | 13 (último em 2006)                |
| Emelec                  | Guayaquil | Guayas     | Banco del Pacífico-Capwell                 | 39 059     | 14 (último em 2017)                |
| Fuerza Amarilla         | Machala   | El Oro     | 9 de Mayo                                  | 16 456     | 0 (nenhum)                         |
| Guayaquil City          | Guayaquil | Guayas     | Christian Benítez Betancourt               | 10 152     | 0 (nenhum)                         |
| Independiente del Valle | Sangolquí | Pichincha  | General Rumiñahui                          | 7 233      | 0 (nenhum)                         |
| LDU                     | Quito     | Pichincha  | Estádio Rodrigo Paz Delgado                | 41 575     | 11 (atual campeão)                 |
| Macará                  | Ambato    | Tungurahua | Bellavista                                 | 16 467     | 0 (nenhum)                         |
| Mushuc Runa             | Ambato    | Tungurahua | Mushuc Runa COAC                           | 8 200      | 0 (nenhum)                         |
| Olmedo                  | Riobamba  | Chimborazo | Olímpico de Riobamba                       | 14 400     | 1 (em 2000)                        |
| Técnico Universitario   | Ambato    | Tungurahua | Bellavista                                 | 16 467     | 0 (nenhum)                         |
| Universidad Católica    | Quito     | Pichincha  | Olímpico Atahualpa                         | 38 258     | 0 (nenhum)                         |

## Fase classificatória
A primeira fase começou em 8 de fevereiro e terminou em 3 de novembro. Os oito times mais bem posicionados na tabela de classificação avançaram para a fase final (playoffs) do campeonato, enquanto que os dois últimos colocados foram rebaixados.
| Pos | Equipe                  | Pts | J  | V  | E  | D  | GP | GC | SG  | Classificação ou Rebaixamento        |
| --- | ----------------------- | --- | -- | -- | -- | -- | -- | -- | --- | ------------------------------------ |
| 1   | Macará                  | 62  | 30 | 17 | 11 | 2  | 47 | 16 | +31 | Avançam à Fase final                 |
| 2   | Barcelona               | 55  | 30 | 17 | 4  | 9  | 55 | 38 | +17 | Avançam à Fase final                 |
| 3   | Universidad Católica    | 53  | 30 | 16 | 5  | 9  | 48 | 29 | +19 | Avançam à Fase final                 |
| 4   | Delfín                  | 53  | 30 | 15 | 8  | 7  | 46 | 33 | +13 | Avançam à Fase final                 |
| 5   | Independiente del Valle | 52  | 30 | 15 | 7  | 8  | 41 | 29 | +12 | Avançam à Fase final                 |
| 6   | LDU Quito               | 49  | 30 | 13 | 10 | 7  | 46 | 30 | +16 | Avançam à Fase final                 |
| 7   | Aucas                   | 49  | 30 | 14 | 7  | 9  | 48 | 44 | +4  | Avançam à Fase final                 |
| 8   | Emelec                  | 46  | 30 | 14 | 4  | 12 | 43 | 30 | +13 | Avançam à Fase final                 |
| 9   | El Nacional             | 44  | 30 | 13 | 6  | 11 | 41 | 34 | +7  |                                      |
| 10  | Deportivo Cuenca        | 42  | 30 | 12 | 7  | 11 | 44 | 46 | −2  |                                      |
| 11  | Olmedo                  | 34  | 30 | 9  | 7  | 14 | 34 | 44 | −10 |                                      |
| 12  | Guayaquil City          | 31  | 30 | 8  | 7  | 15 | 35 | 48 | −13 |                                      |
| 13  | Mushuc Runa             | 30  | 30 | 8  | 6  | 16 | 36 | 58 | −22 |                                      |
| 14  | Técnico Universitario   | 29  | 30 | 8  | 5  | 17 | 40 | 60 | −20 |                                      |
| 15  | América de Quito (R)    | 25  | 30 | 6  | 7  | 17 | 26 | 41 | −15 | Rebaixados à Segunda Divisão de 2020 |
| 16  | Fuerza Amarilla (R)     | 6   | 30 | 2  | 5  | 23 | 24 | 74 | −50 | Rebaixados à Segunda Divisão de 2020 |

1. ↑  O Nacional foi punido com a perda de 1 ponto devido à não conformidades nas contribuições ao IESS de agosto de 2019.[6]
2. ↑  O Deportivo Cuenca foi punido com a perda de um ponto.[7]
3. ↑  O Fuerza Amarilla foi punido com a perda de cinco pontos.[8][7]

### Resultados
| Mandante \ Visitante    | AME    | AUC | BAR | DEL | CUE    | NAC | EME | FAM    | GUA | IDV | LDQ | MAC | MUS | OLM | TEC | CAT |
| ----------------------- | ------ | --- | --- | --- | ------ | --- | --- | ------ | --- | --- | --- | --- | --- | --- | --- | --- |
| América de Quito        | —      | 1–1 | 2–2 | 1–1 | 3–0[a] | 1–3 | 1–2 | 3–0[b] | 3–0 | 1–1 | 0–1 | 0–1 | 0–1 | 1–1 | 2–0 | 1–0 |
| Aucas                   | 3–0    | —   | 3–4 | 4–2 | 1–0    | 0–0 | 0–2 | 2–1    | 4–2 | 2–1 | 2–1 | 0–0 | 1–1 | 1–0 | 1–0 | 3–1 |
| Barcelona               | 4–0    | 2–1 | —   | 3–1 | 6–2    | 5–2 | 0–3 | 2–1    | 1–0 | 4–1 | 1–1 | 0–2 | 2–0 | 2–0 | 0–1 | 1–2 |
| Delfín                  | 2–1    | 4–2 | 1–2 | —   | 2–0    | 1–1 | 0–0 | 1–0    | 0–1 | 0–1 | 2–1 | 1–1 | 1–0 | 4–0 | 4–2 | 2–1 |
| Deportivo Cuenca        | 2–0    | 1–2 | 1–1 | 2–3 | —      | 2–2 | 1–0 | 3–0    | 2–0 | 3–2 | 1–0 | 1–2 | 3–1 | 2–1 | 4–3 | 1–2 |
| El Nacional             | 0–1    | 1–3 | 1–0 | 0–1 | 1–1    | —   | 1–0 | 3–0    | 2–1 | 4–2 | 2–2 | 1–2 | 2–0 | 1–1 | 1–2 | 0–1 |
| Emelec                  | 3–0[c] | 2–1 | 0–1 | 0–1 | 0–1    | 2–1 | —   | 1–2    | 2–1 | 1–3 | 1–1 | 1–0 | 6–1 | 3–1 | 1–0 | 1–0 |
| Fuerza Amarilla         | 3–0    | 3–3 | 0–3 | 0–2 | 2–2    | 0–4 | 1–4 | —      | 0–1 | 0–1 | 1–1 | 0–3 | 1–2 | 1–4 | 2–2 | 1–2 |
| Guayaquil City          | 1–1    | 1–1 | 0–2 | 1–3 | 1–2    | 0–1 | 1–0 | 1–1    | —   | 0–1 | 1–0 | 1–1 | 4–2 | 3–0 | 3–1 | 2–1 |
| Independiente del Valle | 0–0    | 4–0 | 3–0 | 0–0 | 2–0    | 1–0 | 1–0 | 2–0    | 2–2 | —   | 0–1 | 0–2 | 2–3 | 2–1 | 1–0 | 2–1 |
| LDU Quito               | 1–0    | 0–1 | 2–0 | 1–1 | 2–2    | 2–0 | 2–1 | 5–2    | 4–0 | 1–1 | —   | 1–1 | 4–0 | 3–2 | 0–0 | 1–5 |
| Macará                  | 1–0    | 3–0 | 0–0 | 1–1 | 1–1    | 0–1 | 2–1 | 5–1    | 2–0 | 1–1 | 3–0 | —   | 1–1 | 1–1 | 2–0 | 1–0 |
| Mushuc Runa             | 2–1    | 1–2 | 5–1 | 2–0 | 1–1    | 0–1 | 0–2 | 3–0    | 3–2 | 0–2 | 0–4 | 1–1 | —   | 1–4 | 3–4 | 1–1 |
| Olmedo                  | 1–0    | 2–1 | 1–2 | 2–2 | 2–1    | 0–2 | 3–1 | 1–0    | 1–1 | 1–0 | 0–2 | 0–2 | 1–1 | —   | 0–2 | 0–0 |
| Técnico Universitario   | 3–2    | 3–2 | 0–3 | 1–2 | 1–2    | 0–2 | 2–2 | 2–1    | 4–4 | 1–1 | 0–2 | 0–2 | 3–0 | 0–3 | —   | 1–2 |
| Universidad Católica    | 1–0    | 1–1 | 2–1 | 2–1 | 2–0    | 3–1 | 1–1 | 6–0    | 1–0 | 0–1 | 0–0 | 1–3 | 1–0 | 2–0 | 6–2 | —   |

Notas:
[a] ^ Partida teve placar de 3 a 0 atribuído em favor do América de Quito devido a suspensão do Deportivo Cuenca pelo FEF.
[b] ^ Partida teve placar de 3 a 0 atribuído em favor do América de Quito devido a suspensão do Fuerza Amarilla pelo FEF.
[c] ^ A partida, que originalmente terminou 0 a 0, teve um placar de 3 a 0 atribuído em favor do Emelec, pois, o América de Quito escalou o jogador Onofre Mejía que estava suspenso. Embora uma decisão do Comitê de Apelações da LigaPro tenha anulado essa decisão e restaurado a pontuação original, em 10 de setembro de 2019, o Tribunal Arbitral do Esporte aceitou o recurso interposto pelo Emelec, restabelecendo o placar de 3 a 0 em favor do clube.

## Fase final

### Tabelão
|  | Quartas de final | Quartas de final        | Quartas de final | Quartas de final | Quartas de final |   |                      | Semifinais | Semifinais | Semifinais | Semifinais | Semifinais |  |   | Final        | Final | Final | Final | Final |  |
|  |                  |                         |                  |                  |                  |   |                      |            |            |            |            |            |  |   |              |       |       |       |       |  |
|  | 1                | Macará (m.c.)           | 2                | 1                | 3                |   |                      |            |            |            |            |            |  |   |              |       |       |       |       |  |
|  | 8                | Emelec                  | 1                | 2                | 3                |   |                      |            |            |            |            |            |  |   |              |       |       |       |       |  |
|  | 8                | Emelec                  | 1                | 2                | 3                |   | 1                    | Macará     | 1          | 1          | 2          |            |  |   |              |       |       |       |       |  |
|  |                  |                         |                  |                  |                  |   | 1                    | Macará     | 1          | 1          | 2          |            |  |   |              |       |       |       |       |  |
|  |                  | 4                       | Delfín           | 2                | 1                | 3 |                      |            |            |            |            |            |  |   |              |       |       |       |       |  |
|  | 4                | 4                       | Delfín           | 2                | 1                | 3 | Delfín (m.c.)        | 0          | 2          | 2          |            |            |  |   |              |       |       |       |       |  |
|  | 4                |                         |                  |                  |                  |   | Delfín (m.c.)        | 0          | 2          | 2          |            |            |  |   |              |       |       |       |       |  |
|  | 5                | Independiente del Valle | 0                | 2                | 2                |   |                      |            |            |            |            |            |  |   |              |       |       |       |       |  |
|  | 5                | Independiente del Valle | 0                | 2                | 2                |   |                      |            |            |            |            |            |  | 4 | Delfín (pen) | 0     | 0     | 0     |       |  |
|  |                  |                         |                  |                  |                  |   |                      |            |            |            |            |            |  | 4 | Delfín (pen) | 0     | 0     | 0     |       |  |
|  |                  | 6                       | LDU Quito        | 0                | 0                | 0 |                      |            |            |            |            |            |  |   |              |       |       |       |       |  |
|  | 2                | 6                       | LDU Quito        | 0                | 0                | 0 | Barcelona            | 0          | 0          | 0          |            |            |  |   |              |       |       |       |       |  |
|  | 2                |                         |                  |                  |                  |   | Barcelona            | 0          | 0          | 0          |            |            |  |   |              |       |       |       |       |  |
|  | 7                | Aucas                   | 1                | 0                | 1                |   |                      |            |            |            |            |            |  |   |              |       |       |       |       |  |
|  | 7                | Aucas                   | 1                | 0                | 1                |   | 6                    | LDU Quito  | 3          | 0          | 3          |            |  |   |              |       |       |       |       |  |
|  |                  |                         |                  |                  |                  |   | 6                    | LDU Quito  | 3          | 0          | 3          |            |  |   |              |       |       |       |       |  |
|  |                  | 7                       | Aucas            | 1                | 0                | 1 |                      |            |            |            |            |            |  |   |              |       |       |       |       |  |
|  | 3                | 7                       | Aucas            | 1                | 0                | 1 | Universidad Católica | 3          | 0          | 3          |            |            |  |   |              |       |       |       |       |  |
|  | 3                |                         |                  |                  |                  |   | Universidad Católica | 3          | 0          | 3          |            |            |  |   |              |       |       |       |       |  |
|  | 6                | LDU Quito               | 2                | 2                | 4                |   |                      |            |            |            |            |            |  |   |              |       |       |       |       |  |

### Quartas de final
| Equipe 1             | Total      | Equipe 2                | 1.º jogo | 2.º jogo |
| -------------------- | ---------- | ----------------------- | -------- | -------- |
| Macará               | 3–3 (m.c.) | Emelec                  | 2–1      | 1–2      |
| Barcelona            | 0–1        | Aucas                   | 0–1      | 0–0      |
| Universidad Católica | 3–4        | LDU Quito               | 3–2      | 0–2      |
| Delfín               | 2–2 (m.c.) | Independiente del Valle | 0–0      | 2–2      |

#### Jogos de ida
| 23 de novembro de 2019 | Aucas          | 1 – 0     | Barcelona | Quito                                               |  |
| 17:15                  | - Figueroa 77' | Relatório |           | Estádio: Gonzalo Pozo Ripalda Árbitro: Luis Espinel |  |

| 23 de novembro de 2019 | LDU Quito                        | 2 – 3     | Universidad Católica     | Quito                                             |  |
| 19:30                  | - Valencia 90' - Rodríguez 90+4' | Relatório | - Amarilla 13', 61', 62' | Estádio: Rodrigo Paz Delgado Árbitro: Marlon Vera |  |

| 24 de novembro de 2019 | Emelec      | 1 – 2     | Macará                     | Guayaquil                                        |  |
| 16:00                  | - Godoy 16' | Relatório | - Corozo 43' - Estrada 77' | Estádio: George Capwell Árbitro: Roberto Sánchez |  |

| 24 de novembro de 2019 | Independiente del Valle | 0 – 0     | Delfín | Sangolquí                               |  |
| 18:15                  |                         | Relatório |        | Estádio: Rumiñahui Árbitro: Carlos Orbe |  |

#### Jogos de volta
| 27 de novembro de 2019 | Universidad Católica | 0 – 2     | LDU Quito                   | Quito                                                |  |
| 17:30                  |                      | Relatório | - Guerra 48' - J. Julio 58' | Estádio: Olímpico Atahualpa Árbitro: Roberto Sánchez |  |

| 27 de novembro de 2019 | Barcelona | 0 – 0     | Aucas | Guayaquil                                                    |  |
| 19:45                  |           | Relatório |       | Estádio: Monumental Isidro Romero Carbo Árbitro: Marlon Vera |  |

| 28 de novembro de 2019 | Delfín                   | 2 – 2     | Independiente del Valle | Manta                                |  |
| 15:30                  | - Noboa 7' - Ordóñez 16' | Relatório | - Torres 19', 41'       | Estádio: Jocay Árbitro: Luis Espinel |  |

| 28 de novembro de 2019 | Macará                  | 1 – 2     | Emelec                     | Ambato                                  |  |
| 19:30                  | - De la Cruz 84' (pen.) | Relatório | - Caicedo 45' - Pernía 80' | Estádio: Bellavista Árbitro: Diego Lara |  |

### Semifinais
| Equipe 1  | Total | Equipe 2 | 1.º jogo | 2.º jogo |
| --------- | ----- | -------- | -------- | -------- |
| Macará    | 2–3   | Delfín   | 1–2      | 1–1      |
| LDU Quito | 3–1   | Aucas    | 3–1      | 0–0      |

#### Jogos de ida
| 30 de novembro de 2019 | Aucas          | 1 – 3     | LDU Quito                                          | Quito                                                     |  |
| 19:00                  | - Figueroa 64' | Relatório | - J. Julio 20' - A. Julio 23' - Martínez Borja 39' | Estádio: Gonzalo Pozo Ripalda Árbitro: Guillermo Guerrero |  |

| 1 de dezembro de 2019 | Delfín                              | 2 – 1     | Macará          | Manta                               |  |
| 17:00                 | - Garcés 10' (pen.) - Piñatares 64' | Relatório | - M. Corozo 61' | Estádio: Jocay Árbitro: Marlon Vera |  |

#### Jogos de volta
| 7 de dezembro de 2019 | Macará        | 1 – 1     | Delfín      | Ambato                                          |  |
| 16:00                 | Cañizares 66' | Relatório | 53' Ordoñez | Estádio: Bellavista Árbitro: Guillermo Guerrero |  |

| 7 de dezembro de 2019 | LDU Quito | 0 – 0     | Aucas | Quito                                                   |  |
| 19:00                 |           | Relatório |       | Estádio: Rodrigo Paz Delgado Árbitro: José Luis Espinel |  |

### Finais
| 11 de dezembro de 2019 | LDU Quito | 0 – 0     | Delfín | Quito                                             |  |
| 20:30                  |           | Relatório |        | Estádio: Rodrigo Paz Delgado Árbitro: Marlon Vera |  |

| 15 de dezembro de 2019 | Delfín | 0 – 0     | LDU Quito | Manta                                   |  |
| 16:00                  |        | Relatório |           | Estádio: Jocay Árbitro: Roberto Sánchez |  |

|                                    |       | Penalidades                             |  |
| López Piñatares Cangá Noboa Garcés | 2 − 1 | Alcivar Valencia Caicedo Ayoví Martínez |  |

## Classificação geral
| Pos | Equipe                      | Pts | J  | V  | E  | D  | GP | GC | SG  | Classificação                               |
| --- | --------------------------- | --- | -- | -- | -- | -- | -- | -- | --- | ------------------------------------------- |
| 1   | Macará (T)                  | 62  | 30 | 17 | 11 | 2  | 47 | 16 | +31 | Segunda fase da Taça Libertadores de 2020   |
| 2   | Barcelona (T)               | 55  | 30 | 17 | 4  | 9  | 55 | 38 | +17 | Primeira fase da Taça Libertadores de 2020  |
| 3   | Universidad Católica (X)    | 53  | 30 | 16 | 5  | 9  | 48 | 29 | +19 | Primeira fase da Copa Sul-Americana de 2020 |
| 4   | Delfín (X)                  | 53  | 30 | 15 | 8  | 7  | 46 | 33 | +13 | Primeira fase da Copa Sul-Americana de 2020 |
| 5   | Independiente del Valle (Q) | 52  | 30 | 15 | 7  | 8  | 41 | 29 | +12 | Fase de grupos da Taça Libertadores de 2020 |
| 6   | LDU Quito (X)               | 49  | 30 | 13 | 10 | 7  | 46 | 30 | +16 | Primeira fase da Copa Sul-Americana de 2020 |
| 7   | Aucas (X)                   | 49  | 30 | 14 | 7  | 9  | 48 | 44 | +4  |                                             |
| 8   | Emelec (X)                  | 46  | 30 | 14 | 4  | 12 | 43 | 30 | +13 |                                             |
| 9   | El Nacional (Q)             | 44  | 30 | 13 | 6  | 11 | 41 | 34 | +7  | Primeira fase da Copa Sul-Americana de 2020 |
| 10  | Deportivo Cuenca            | 42  | 30 | 12 | 7  | 11 | 44 | 46 | −2  |                                             |
| 11  | Olmedo                      | 34  | 30 | 9  | 7  | 14 | 34 | 44 | −10 |                                             |
| 12  | Guayaquil City              | 31  | 30 | 8  | 7  | 15 | 35 | 48 | −13 |                                             |
| 13  | Mushuc Runa                 | 30  | 30 | 8  | 6  | 16 | 36 | 58 | −22 |                                             |
| 14  | Técnico Universitario       | 29  | 30 | 8  | 5  | 17 | 40 | 60 | −20 |                                             |
| 15  | América de Quito            | 25  | 30 | 6  | 7  | 17 | 26 | 41 | −15 |                                             |
| 16  | Fuerza Amarilla             | 6   | 30 | 2  | 5  | 23 | 24 | 74 | −50 |                                             |

1. ↑  O Independiente del Valle classificou-se para fase de grupos da Taça Libertadores de 2020 como campeão da Copa Sul-Americana de 2019.
2. ↑  O Nacional foi punido com a perda de 1 ponto devido à não conformidades nas contribuições ao IESS de agosto de 2019.[6]
3. ↑  O El Nacional classificou-se para primeira fase da Copa Sul-Americana de 2020 já que os semifinalista da Copa do Equador de 2019 e os oitos primeiros colocados da liga já se classificaram para competições internacionais.
4. ↑  O Deportivo Cuenca foi punido com a perda de um ponto.[7]
5. ↑  O Fuerza Amarilla foi punido com a perda de cinco pontos.[8][7]

## Estatísticas

### Artilharia
- Dados até 1 de dezembro de 2019.[14][15][16][17]

| Gols | Jogador           | Time                 |
| ---- | ----------------- | -------------------- |
| 19   | Luis Amarilla     | Universidad Católica |
| 18   | Raúl Becerra      | Deportivo Cuenca     |
| 17   | Michael Estrada   | Macará               |
| 16   | Fidel Martínez    | Barcelona            |
| 15   | Carlos Garcés     | Delfín               |
| 14   | Gonzalo Mastriani | Guayaquil            |
| 14   | Bruno Vides       | Universidad Católica |
| 12   | Rodrigo Aguirre   | LDU Quito            |
| 11   | Jonathan Borja    | El Nacional          |
| 10   | Muriel Orlando    | Olmedo               |

## Premiação
| Campeonato Equatoriano de 2019 Primeira Divisão |
| ----------------------------------------------- |
| A definir Campeão (?º título)                   |